# Protereotita

## Podstawowy album (Protereotita)
Protereotita (gr. Προτεραιότητα, tłum. Priorytety) to pierwszy solowy album studyjny greckiej piosenkarki Eleny Paparizou, po rozpadzie grupy Antique. W sprzedaży pojawił się w czerwcu 2004 roku. Ukazało się również 5 singli promujących album: "Anapandites Kliseis", "Treli Kardia", "Andithesis", "Katse Kala" i "Stin Kardia Mou Mono Thlipsi".

### Lista utworów
1. "Katse Kala" - 4:24
2. "Proteraiotita" - 3:17
3. "Antitheseis" - 3:50
4. "Anamniseis" - 4:01
5. "Aksizei" - 3:24
6. "Taksidi Gia To Agnosto" - 4:23
7. "Galana" - 4:00
8. "Louloudia" - 4:20
9. "Stin Kardia Mou Mono Thlipsi" - 3:01
10. "Zise" - 3:09
11. "I Soi Sou Zari" - 3:31
12. "M'agaliazei To Skotadi" - 3:28
13. "Matia Kai Hili" - 4:30
14. "Mesa Sti Fotia Sou" - 3:46
15. "Anapandites Kliseis" - 4:07
16. "Treli Kardia" - 3:29
17. "Anapadites Kliseis (SMS Remix)" - 6:41

## Protereotita: Euro Edition
Protereotita: Euro Edition to reedycja debiutanckiej płyty Eleny Paparizou Protereotita, która została wydana w marcu 2005 roku. W albumie pojawiło się drugie CD, na którym znajdziemy między innymi utwory z greckich preselekcji do Konkursu Piosenki Eurowizji 2005, czyli zwycięskie "My Number One", "O.K." i "Let's Get Wild". 
Singel My Number One w Grecji zyskał status platyny, a po wydaniu za granicę w Szwecji osiągnął status złotej płyty.

### Lista utworów
- CD 1: (67:21)

1. "Katse Kala" - 4:24
2. "Proteraiotita" - 3:17
3. "Antitheseis" - 3:50
4. "Anamniseis" - 4:01
5. "Aksizei" - 3:24
6. "Taksidi Gia To Agnosto" - 4:23
7. "Galana" - 4:00
8. "Louloudia" - 4:20
9. "Stin Kardia Mou Mono Thlipsi" - 3:01
10. "Zise" - 3:09
11. "I Soi Sou Zari" - 3:31
12. "M'agaliazei To Skotadi" - 3:28
13. "Matia Kai Hili" - 4:30
14. "Mesa Sti Fotia Sou" - 3:46
15. "Anapandites Kliseis" - 4:07
16. "Treli Kardia" - 3:29
17. "Anapadites Kliseis (SMS Remix)" - 6:41

- CD 2: (36:02)

1. "My Number One" - 2:59
2. "O.K." (Wersja angielska) - 2:58
3. "Let's Get Wild" - 3:09
4. "The Light In Our Soul" - 2:58
5. "I Don't Want You Here Anymore (Anapandites Kliseis)" - 4:08
6. "A Brighter Day" - 3:36
7. "If You Believe Me (Anamnisies)" - 4:04
8. "Louloudia" - 3:20
9. "To Fos Stin Psihi (The Light In Our Soul)" - 2:58
10. "O.K." (Wersja grecka) - 2:58
11. "My Number One" (Wersja karaoke) - 2:54

## My Number One (album)
My Number One to pierwszy europejski album greckiej piosenkarki Eleny Paparizou. Został wydany w takich krajach jak Hiszpania, Szwecja, Finlandia, Dania, Polska, Słowenia, Turcja, Szwajcaria, Węgry, Holandia i Rosja. Utwory z tej płyty możemy znaleźć na jej greckim krążku Protereotita: Euro Edition.
Album zawiera piosenkę "My Number One", która zwyciężyła na Konkursie Piosenki Eurowizji 2005. Znajdują się tam także inne utwory Eleny kandydujące do reprezentowania Grecji na Eurowizji, czyli "O.K.", "Let's Get Wild" i "The Light in Our Soul". Poza tym na albumie są 3 inne piosenki w języku angielskim: "If You Believe Me", "A Brighter Day" i "I Don't Want You Here Anymore". Zostały one zainspirowane utworami z pierwszego solowego albumu Eleny, Protereotita. Do My Number One pojawiły się 3 single, mianowicie "My Number One", "The Light in Our Soul" i "A Brighter Day".

### Lista utworów
- Standardowe CD: (50:11)

1. "My Number One" – 2:59
2. "Let's Get Wild" – 3:09
3. "The Light in Our Soul" – 2:56
4. "O.K." – 2:58
5. "I Don't Want You Here Anymore" – 2:58
6. "A Brighter Day" – 3:36
7. "If You Believe Me" – 4:04
8. "Katse Kala" – 4:24
9. "Trelia Kardia" – 3:29
10. "Aksizi" – 3:24
11. "Stin Kardia Mou Mono Thlipsi" – 3:01
12. "Taksidi Gia To Agnosto" – 4:23
13. "Louloudia" – 3:18
14. "My Number One" (remix) – 3:32

- Wersja bonus: (60:28)

1. "My Number One" – 2:56
2. "Anapandites Kliseis" – 4:06
3. "Let's Get Wild" – 3:06
4. "A Brighter Day" – 3:33
5. "O.K." – 2:58
6. "The Light in Our Soul" – 2:56
7. "Stin Kardia Mou Mono Thlipsi" – 3:01
8. "Katse Kala" – 4:24
9. "Taksidi Gia To Agnosto" – 4:23
10. "If You Believe Me" – 4:02
11. "Trelia Kardia" – 3:29
12. "I Zoe Sou Zari" – 3:31
13. "Matia Ke Hili" – 4:30
14. "M'Agaliazi To Skotadi" – 3:29
15. "Aksizi" – 3:24
16. "Anapantites Kliseis" (remix) – 6:41

## Protereotita: Euro Edition + Mambo!
Protereotita: Euro Edition + Mambo! to już druga reedycja albumu Protereotita. Poza ostatnimi dwoma CD, pojawił się też trzeci krążek, na którym znajdziemy utwór "Mambo!". Album wraz ze wszystkimi poprzednimi wydaniami (nie wliczając My Number One) sprzedał się w ponad 100,000 egzemplarzach. Dzięki temu w Grecji zdobył status podwójnej platyny, a na Cyprze status platyny.

### Lista utworów
- CD 1: (67:21)

1. "Katse Kala" - 4:24
2. "Proteraiotita" - 3:17
3. "Antitheseis" - 3:50
4. "Anamniseis" - 4:01
5. "Aksizei" - 3:24
6. "Taksidi Gia To Agnosto" - 4:23
7. "Galana" - 4:00
8. "Louloudia" - 4:20
9. "Stin Kardia Mou Mono Thlipsi" - 3:01
10. "Zise" - 3:09
11. "I Soi Sou Zari" - 3:31
12. "M'agaliazei To Skotadi" - 3:28
13. "Matia Kai Hili" - 4:30
14. "Mesa Sti Fotia Sou" - 3:46
15. "Anapandites Kliseis" - 4:07
16. "Treli Kardia" - 3:29
17. "Anapadites Kliseis (SMS Remix)" - 6:41

- CD 2: (36:02)

1. "My Number One" - 2:59
2. "O.K." (Wersja angielska) - 2:58
3. "Let's Get Wild" - 3:09
4. "The Light In Our Soul" - 2:58
5. "I Don't Want You Here Anymore (Anapandites Kliseis)" - 4:08
6. "A Brighter Day" - 3:36
7. "If You Believe Me (Anamnisies)" - 4:04
8. "Louloudia" - 3:20
9. "To Fos Stin Psihi (The Light In Our Soul)" - 2:58
10. "O.K." (Wersja grecka) - 2:58
11. "My Number One" (Wersja karaoke) - 2:54

- CD 3: (17:48)

1. "Mambo!" (Wersja grecka) – 3:05
2. "Panta Se Perimena" – 3:50
3. "I Agapi Sou Den Menei Pia Edo" - 3:55
4. "Asteria" – 3:52
5. "Mambo!" (Wersja angielska) – 3:06

## Single

### Greckie single
Pierwszym singlem wydanym z Protereotity było Anapandites Kliseis. Anapandites Kliseis było podwójnym A-side'em i zawierało jeszcze "Treli Kardia". Po tym CD singlu, w ciągu roku została wydana reszta singli (wideoklipy). Najpierw "Antitheseis", potem "Katse Kala" i na końcu "Stin Kardia Mou Mono Thlipsi". "Anamnisis" można było usłyszeć tylko w stacjach radiowych.
1. "Anapandites Kliseis" (CD Single)
2. "Treli Kardia"
3. "Katse Kala"
4. "Antitheseis"
5. "Stin Kardia Mou Mono Thlipsi"
6. "My Number One" (CD Single)
7. "The Light in Our Soul" (CD Single)
8. "Mambo!" (CD Single)

### Międzynarodowe single
Następujące single zostały wydane spod albumu My Number One.

#### "My Number One"
Pierwszy singel z albumu My Number One był zwycięskim utworem na Konkursie Piosenki Eurowizji 2005. "My Number One" osiągnął pierwsze miejsce w Szwecji na tamtejszych listach i utrzymał je przez 4 tygodnie, a na liście znajdował się przez 29 tygodni. W Europie był to wielki hit, znalazł się na wielu listach przebojów w radiach i w singlach.

#### "The Light in Our Soul"
Drugi singel z tego albumu to The Light in Our Soul, który osiągnął sukces i zajął na szwedzkiej liście singli miejsce trzecie. Został on wydany tylko w Szwecji. W trakcie wakacji był tam hitem i utrzymał się na liście przez 26 tygodni. Singel był jeszcze na nich na początku 2006 roku. w niektórych państwach europejskich, mimo że nie został w nich wydany, osiągnął sukces w stacjach radiowych.

#### "A Brighter Day"
Ostatnim singlem tego albumu to "A Brighter Day". Był to najmniej udany singel Paparizou od czasu rozpoczęcia solowej kariery w Szwecji. Znalazł się na 24 miejscu i utrzymał się na listach przez 10 tygodni. Taki słaby wynik był spowodowany promocją singla Mambo! w Grecji i brakiem czasu na promocję "A Brighter Day" w Szwecji. Nie pojawił się również żaden wideoklip, co też spowodowało niskie wyniki.

## Historia wydania
| Kraj       | Data wydania      | Wytwórnia                   | Format               | Wersja                                 |
| ---------- | ----------------- | --------------------------- | -------------------- | -------------------------------------- |
| Grecja     | 28 czerwca 2004   | Sony Music/Columbia Records | CD                   | Podstawowy album                       |
| Cypr       | 28 czerwca 2004   | Sony Music/Columbia Records | CD                   | Podstawowy album                       |
| Hiszpania  | 15 stycznia 2005  | Sony BMG                    | CD                   | My Number One (międzynarodowe wydanie) |
| Grecja     | 31 marca 2005     | Sony Music/Columbia Records | CD                   | Euro Edition                           |
| Cypr       | 31 marca 2005     | Sony Music/Columbia Records | CD                   | Euro Edition                           |
| Szwecja    | 17 maja 2005      | Bonnier Music               | CD                   | My Number One (międzynarodowe wydanie) |
| Polska     | 20 czerwca 2005   | Sony BMG                    | CD                   | My Number One (międzynarodowe wydanie) |
| Turcja     | 1 lipca 2005      | Sony BMG                    | CD                   | My Number One (międzynarodowe wydanie) |
| Szwajcaria | 18 lipca 2005     | Sony BMG                    | CD, digital download | My Number One (międzynarodowe wydanie) |
| Węgry      | 28 lipca 2005     | Sony BMG                    | CD                   | My Number One (międzynarodowe wydanie) |
| Grecja     | 24 listopada 2005 | Sony Music/Columbia Records | CD                   | Euro-Edition + Mambo!                  |
| Cypr       | 24 listopada 2005 | Sony Music/Columbia Records | CD                   | Euro-Edition + Mambo!                  |
| Holandia   | 12 grudnia 2005   | Sony BMG                    | CD                   | My Number One (międzynarodowe wydanie) |

## Sukcesy
Album Protereotita był bardzo udany. W Grecji przez 8 tygodni był najlepiej sprzedającym się albumem. W solowej karierze Eleny Paparizou jest to, jak na razie, jej najbardziej udany album. Do sukcesu przyczyniły się single i wideoklipy wydane w 2004 roku oraz zwycięstwo na Eurowizji w 2005 roku. W 2007 roku Paparizou została nagrodzona podczas European Borders Breakers Award w Cannes za sprzedaż albumu My Number One.
| Lista                   | Najlepsza pozycja | Ilość tygodni na liście | Wyróżnienie      |
| ----------------------- | ----------------- | ----------------------- | ---------------- |
| Grecka lista albumów    | 1 (8 tygodni)     | 80                      | podwójna platyna |
| Cypryjska lista albumów | 1                 | 68                      | platyna          |